# Albrecht Weyermann (Theologe)
Albrecht Weyermann (* 1. April 1763 in Ulm; † 28. Dezember 1832 in Würtingen) war ein deutscher lutherischer Geistlicher, Theologe und Literaturhistoriker.

## Leben
Weyermann war Sohn eines Soldaten, der später als Verlagsangestellter tätig war. Bis 1792 besuchte er das Ulmer Gymnasium und ging dann zum Studium der Theologie an den Tübinger Stift. Das Studium schloss er 1795 ab und absolvierte anschließend die Predigeramtsprüfung. Schon in dieser Zeit arbeitete er an seinem Werk über die Persönlichkeiten von Ulm. 1797 kam er als Katechet an das Ulmer Waisenhaus.
Weyermann wurde als Pfarrvikar 1801 nach Riedheim bei Leipheim und 1802 nach Setzingen versetzt. Nach einer Station als Diakon in Bermaringen und als Pfarrer in Temmenhausen bekam er 1812 die Pfarrstelle von Gutenberg bei Lenningen und 1818 die Pfarrstelle von Gerstetten. Am 1. Februar 1822 wurde Albrecht Weyermann zum Pfarrer in Würtingen ernannt. In dieser Stellung blieb er bis zu seinem Lebensende.
Er wurde insbesondere für seine biographischen Lexika bekannt.

## Schriften (Auswahl)
- Nachrichten von Gelehrten, Künstlern und andern merkwürdigen Personen aus Ulm. 2 Bände. Wagner, Ulm 1798–1829. Band 1: Digitalisat MDZ, Exemplar Bamberg Staatsbibliothek[1], Band 2: Digitalisat MDZ, Exemplar Bamberg Staatsbibliothek[2]
- Historisches Handbuch der merkwürdigsten Personen, welche im neunzehnten Jahrhunderte gestorben sind = Gallerie historischer Gemählde der denkwürdigsten Personen, welche im neunzehnten Jahrhunderte gestorben sind. 1. und einziger Band. Bey Christoph Kranzfelder, Augsburg 1806 (geplant waren zunächst vier Bände; 2. Titel in heutiger Rechtschreibung; Galerie historischer Gemälde der denkwürdigsten Personen, welche im neunzehnten Jahrhundert gestorben sind)

Digitalisat München, Bayerische Staatsbibliothek 2 Titelblätter:
Historisches Handbuch
Galerie historischer Gemälde
Digitalisat Bamberg Staatsbibliothek 1 Titelblatt:
Historisches Handbuch